# 周岳
周岳（9世纪—893年），字峻昭，晚唐军阀，886年 - 893年控制武安军（军部在今湖南长沙）。

## 家世和接管衡州
因为在官方唐史《旧唐书》《新唐书》中没有传，周岳生年无载，家世不详。他是陬溪人，且曾在广明年间（880年—881年）与同乡蛮族人雷满、区景思等一同聚集诸蛮数千在大泽中打猎，可能也是蛮族。他们吃肉喝酒，选择席间豪杰，补置为伍长，号土团军，诸蛮听从，推雷满为帅。一次打猎后，周岳与雷满为分肉而互斗，周岳试图杀死雷满，不果。
中和元年（881年），雷满聚集人马攻陷朗州，陬溪正在朗州管下。周岳闻讯，也聚集人马攻打衡州，逐刺史徐颢。正遭受黄巢的农民大军威胁的唐僖宗下诏授周岳衡州刺史。

## 接管武安军
攻陷澧州自称刺史的石门峒酋向瑰召梅山十峒獠断邵州道，钦化节度使闵勖掩袭其营。周岳以弱兵诱敌，闵勖中伏大败。
光启二年（886年）六月，周岳攻打钦化军军部潭州。闵勖请在蔡州称帝的军阀秦宗权的部将黄皓进入潭州助战。黄皓却杀了闵勖，占领潭州。当月周岳打败黄皓，杀之，以轻兵入潭州，自称节度使。七月，僖宗任周岳为节度使，并改钦化为武安军。大顺二年（891年）四月，僖宗的弟弟和继任者唐昭宗任周岳为岭南西道节度使，但不知是兼任还是调任，而周岳也从未去岭南赴任。

## 身亡
但周岳在武安军的地位并非高枕无忧。邵州刺史邓处讷早在闵勖被杀时，就着缟素为闵勖之死哀哭，对入吊诸将们说：“闵仆射驻军长沙，亲自抵抗盗贼，布衣粝食养士卒，救民于涂炭，不幸为鼠辈所图，我与公等都受仆射大恩，现在周岳无故杀之，我欲与公等竭一州之力为仆射报仇，可以吗？”诸将都同意：“留后为善人雪冤，敢不从命！”景福二年（893年）十二月，邓处讷和雷满联手攻打潭州，破城，杀周岳。邓处讷接管潭州，称留后。